# Мойылды (санаторий)
Мойылды́ (Муялды́) — бальнеогрязелечебный курорт-санаторий в 15 км к северо-востоку от города Павлодар, в селе Мойылды. Расположен в Кулундинской степи на берегу солёного озера Мойылды (Черемухово).

## История
Когда-то Павлодарская область славилась большим количеством санаториев и профилакториев. Некоторые озера Павлодарской области давно стали местами паломничества как местных жителей, так и приезжих гостей. Особой популярностью пользуются озера Ямышевское, Маралды и Мойылды. Свойства и состав грязи из глубин Мойылды до конца не изучены. Спектр их действия довольно широк.
О лечебных свойствах озера Мойылды с его уникальными грязями жители Павлодарского Прииртышья знали с древнейших времён. Старики ехали сюда полечить искорёженные годами болезни суставы, женщины искали избавления от бесплодия, мужчины приезжали за мужской силой, детишек привозили, чтобы отвязался назойливый кашель, сыпь и другие недуги.

## Курорт
Как курорт функционирует с 1922. Имеется санаторий на 560 мест (зимой 360) для клиентов с заболеваниями органов движения и опоры, нервной системы, гинекологическими болезнями. Летом для подростков работает отделение на 60 мест. На курорте имеется бальнеогрязелечебница (20 грязевых кушеток и 20 ванн), бювет (сооружение под минеральным источником). Курорт расположен в парке, заложенном ещё в 1930-40-гг.
До 1975 курорт работал сезонно, а сейчас — круглый год.
Мойылды связан с Павлодаром автомобильным сообщением по трассе Павлодар — Успенка и автобусом № 66.

### Природно-лечебные факторы
Павлодарская область уникальна наличием зон, которые могли бы стать международными курортами. Грязь и рапа с солёного озера Мойылды, оставшиеся со времён, когда на территории региона плескалось море, помогает излечить многие серьёзные недуги.
Основные природно-лечебные факторы — иловая грязь и сульфатно-хлоридная натриево-магниевая рапа озера (пл. его 0,5 км²). Минерализация рапы 250 г/л. Запасы грязи 150 тыс. тонн. Рапу, разведённую красной водой, используют для ванн. На территории Мойылды путём бурения с глубины 700 м поступает пригодная для питья и лечения сульфатно-хлоридная натриевая вода с минерализацией 2,6 г/л.
На дне упомянутого озера Мойылды, грязь которого излечивает от ревматизма и болей в суставах, температура воды на 10-15 градусов выше, чем на поверхности. Мало того, на дне озера есть ещё и залежи голубой косметической глины. Она тёплая и не требует дополнительного подогрева, оказывает косметический и омолаживающий эффект. На дне находящегося рядом другого небольшого водоёма можно собрать чёрную грязь. С её помощью лечатся болезни суставов.
Такие проверенные временем и опытом природные средства, как, например, рапа и грязи, излечивают целый спектр заболеваний: артриты, полиартриты, остеохондрозы и другие заболевания костей, мышц и сухожилий; радикулиты, невриты; женские и мужские болезни, приводящие к воспалениям, бесплодию, импотенции; желудочно-кишечные расстройства; косвенно кожные болезни, такие как псориаз, нейродермит, очаговая склеродермия; болезни органов дыхания; осложнения сахарного диабета и так далее.
Здешняя минеральная вода применяется как для внутреннего употребления при лечении болезней органов пищеварения, обмена веществ, эндокринной системы, профессиональных отравлений тяжёлыми металлами, так и для наружного бальнеолечения в виде ванн, душей и орошения. Весьма приятному воздействию минеральной воды поддаются хронические ИБС, стенокардия, гипертонические болезни I—II стадий, остаточные явления флебита и другие сердечно-сосудистые заболевания. А также невриты, радикулиты, артриты, спондилезы, остеохондрозы и множество других заболеваний нервной системы, опорно-двигательного аппарата, кожных, гинекологических и урологических.